# Morne Bonin
Morne Bonin es una localidad de Santa Lucía que forma parte del distrito de Soufrière.